# Hieronymus Bosch (film 1963)
Hieronymus Bosch è un cortometraggio del 1963 diretto da François Weyergans e basato sulla vita del pittore fiammingo Hieronymus Bosch.